# Isaak Brodski

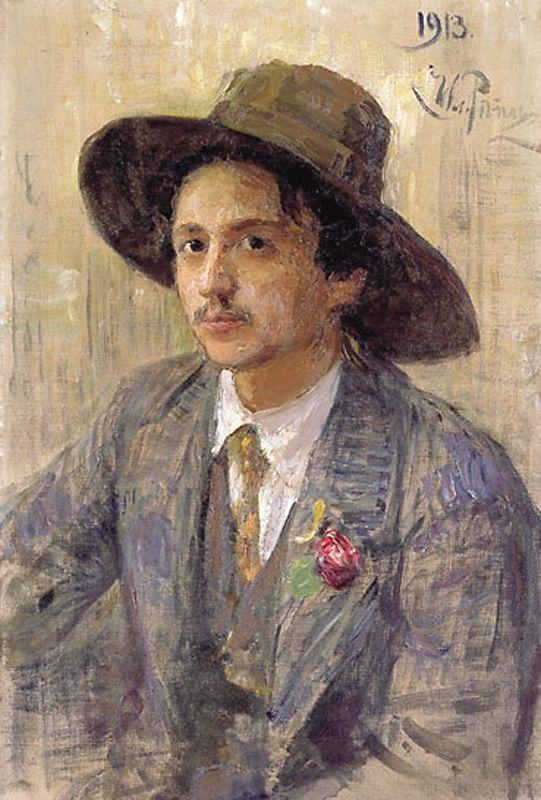
Retrato del pintor Isaak Brodski por Iliá Repin, 1913.

Isaak Izráilevich Brodski (en ruso: Исаак Израилевич Бродский), (Sofíyevka, Berdyansk, 6 de enero de 1884-Leningrado, 14 de agosto de 1939) fue un pintor ruso de origen ucraniano, miembro destacado de la Asociación de Artistas de la Rusia Revolucionaria y del llamado realismo socialista. Es conocido por sus retratos de Lenin y obras dedicadas a la Guerra Civil Rusa y la Revolución Bolchevique.

## Biografía
Brodski nació en el pueblo de Sofíyevka en Ucrania. Estudió en Academia de Arte de Odesa desde 1896 a 1902 y en la Academia Imperial de las Artes, en San Petersburgo desde 1902 a 1908. En 1916, se unió a la Sociedad por la Promoción de las Artes. Fue maestro en el Instituto de Arte, Arquitectura y Escultura entre 1932 y 1939, profesor y director entre 1932 y 1934. Se convirtió en director de la Academia Rusa de las Artes en 1934. Brodski fue Artista Honorario de la RSFS de Rusia y miembro de la Asociación de Artistas de la Rusia Revolucionaria (AJRR) y la posterior Asociación de Artistas de la Revolución (AJR). Fue el primer pintor galardonado con la Orden de Lenin.
Alumno de Iliá Repin, fue coleccionista de arte lo que le permitió luego donar numerosas pinturas a destacados museos incluidos los de su nativa Ucrania. Sus colecciones incluían obras de Vasili Súrikov, Valentín Serov, Isaak Levitán, Mijaíl Vrúbel, y Borís Kustódiev. Después de su muerte, el apartamento de Brodski (donde vivió desde 1924 a 1939) en San Petersburgo fue declarado museo nacional. Fue enterrado en los Literátorskie Mostkí (Puentecillos literarios) del Cementerio Vólkovo de San Petersburgo y sus memorias fueron publicadas tras su muerte.

## Obra
Pintor de retratos y paisajes dentro de una estética cercana al simbolismo y el art nouveau, tales como Grey Day, pintado en 1909 y exhibido en el Museo Estatal Ruso y Retrato con una hija, pintado en 1911 y conservado en el memorial de su apartamento. Fiel seguidor del realismo socialista durante el periodo inicial soviético produjo también pinturas histórico-revolucionarias de líderes del gobierno con fines propagandísticos, tales como Lenin delante del Kremlin, V. I. Lenin dirigiéndose a los trabajadores de la planta Putílov y V. I. Lenin en el Smolny, pintadas en 1924, 1929 y 1930 respectivamente, y exhibidas en el Museo Estatal Ruso, en Moscú (y trasladadas luego a Léninskie Gorki); I. V. Stalin, pintada en 1937, en el Museo Estatal Ruso, y K. E. Voroshílov esquiando, pintada en 1937 y exhibida en el Museo Central de las Fuerzas Armadas, Moscú.

## Galería de pinturas

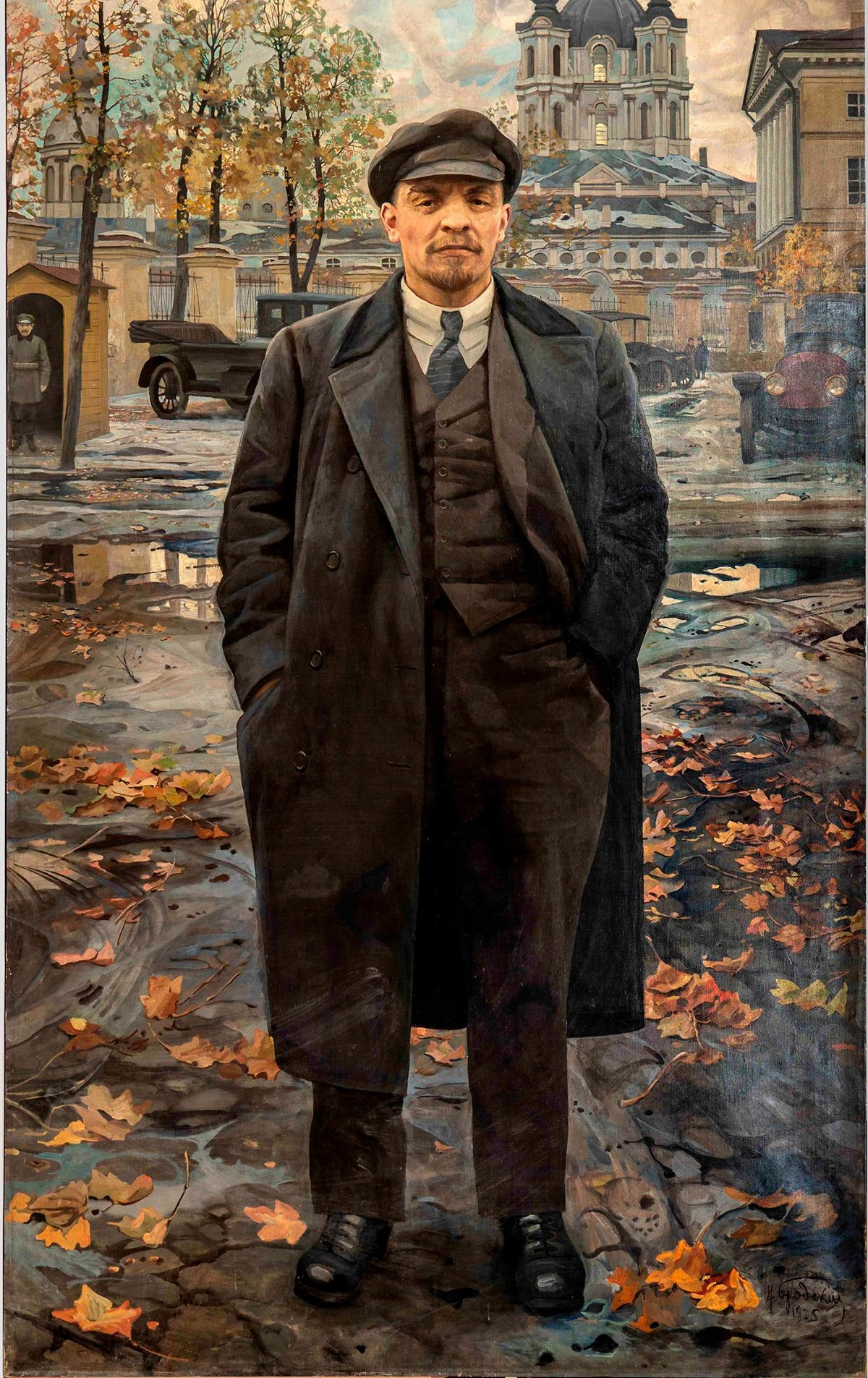
Lenin, retratado por Brodski.
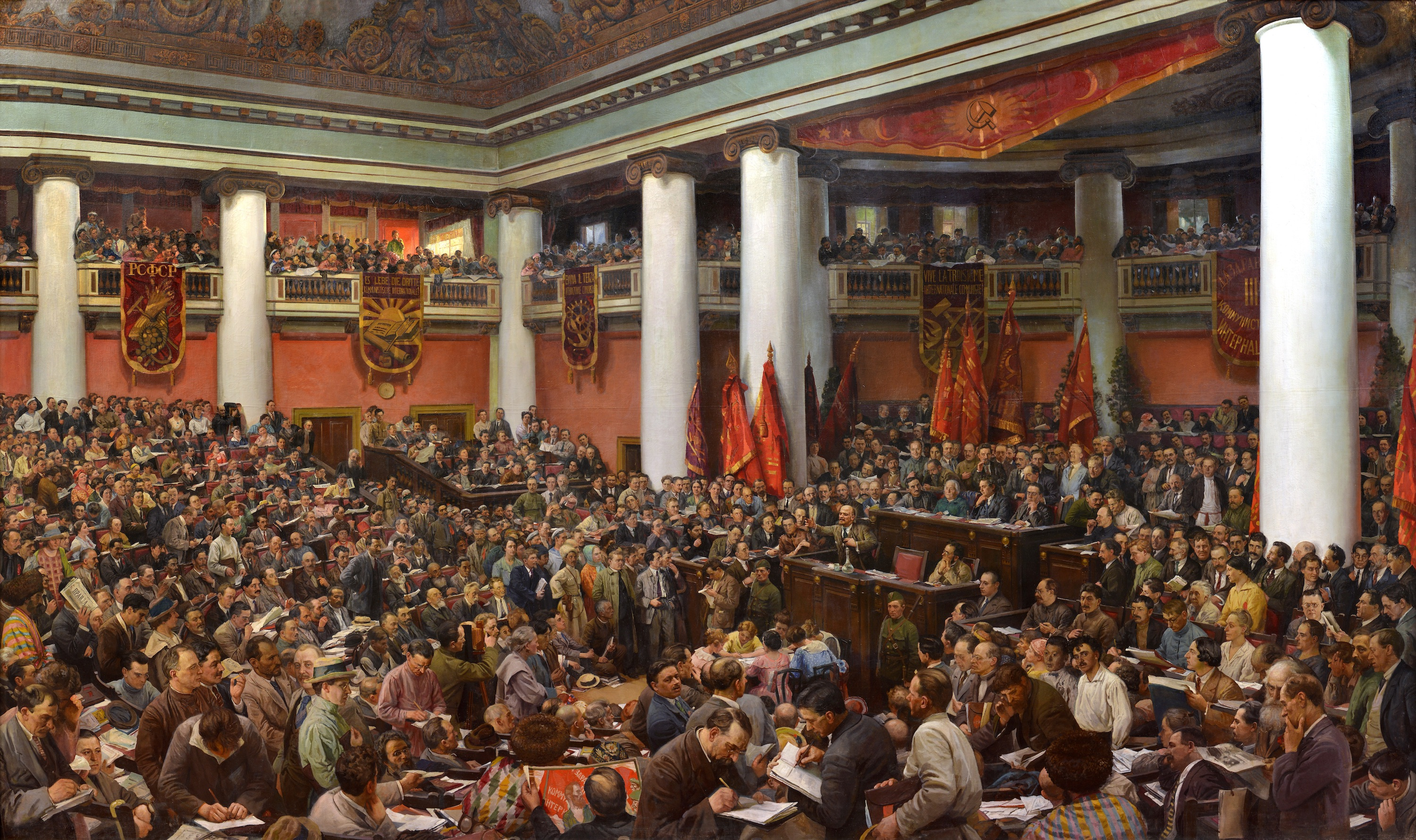
Inauguración del II Congreso de la Internacional Comunista (1924)
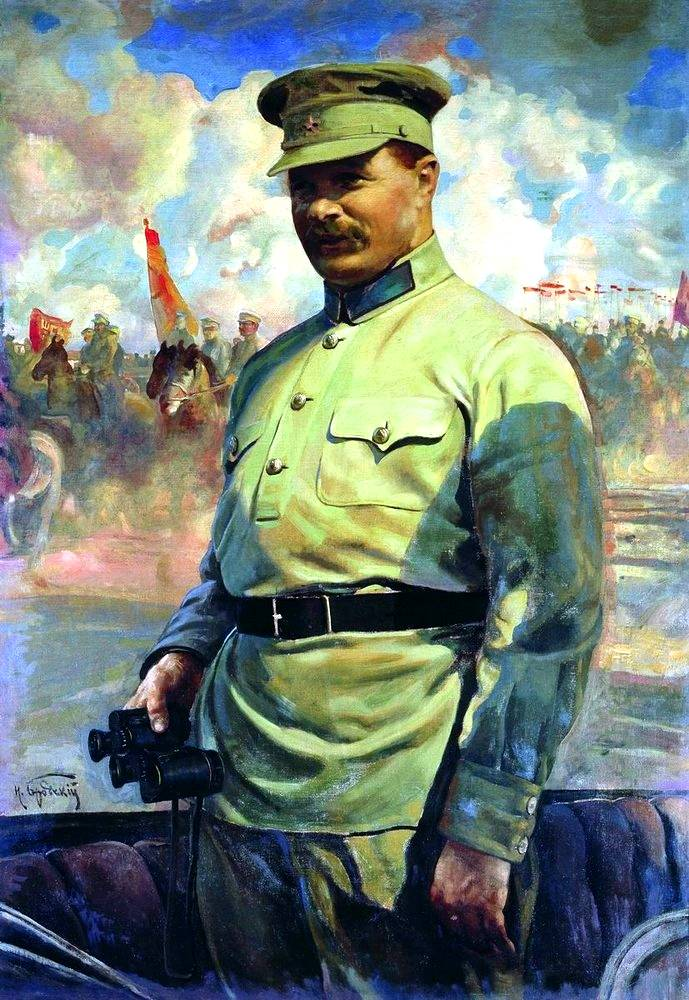
Mikhail Frunze (1929).
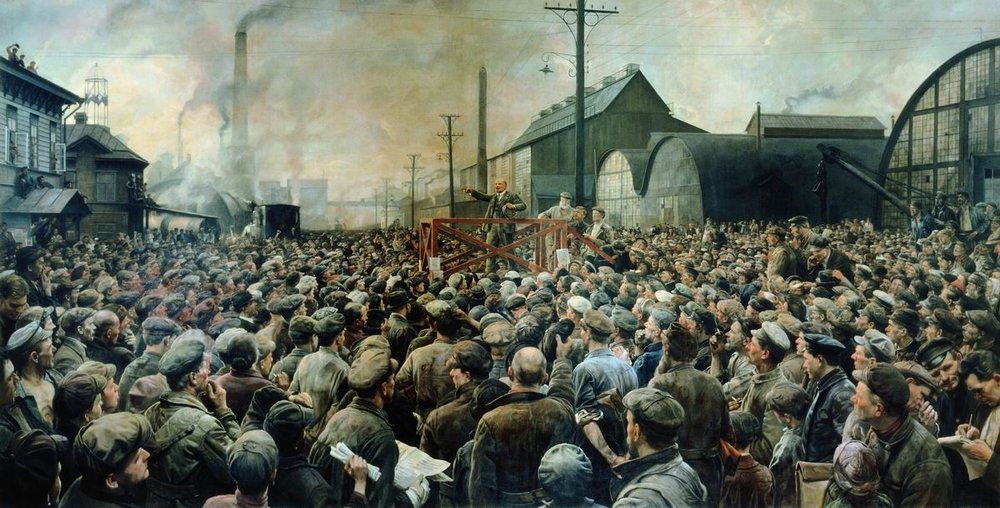
Lenin dirigiéndose a los trabajadores de la planta Putílov (1929)
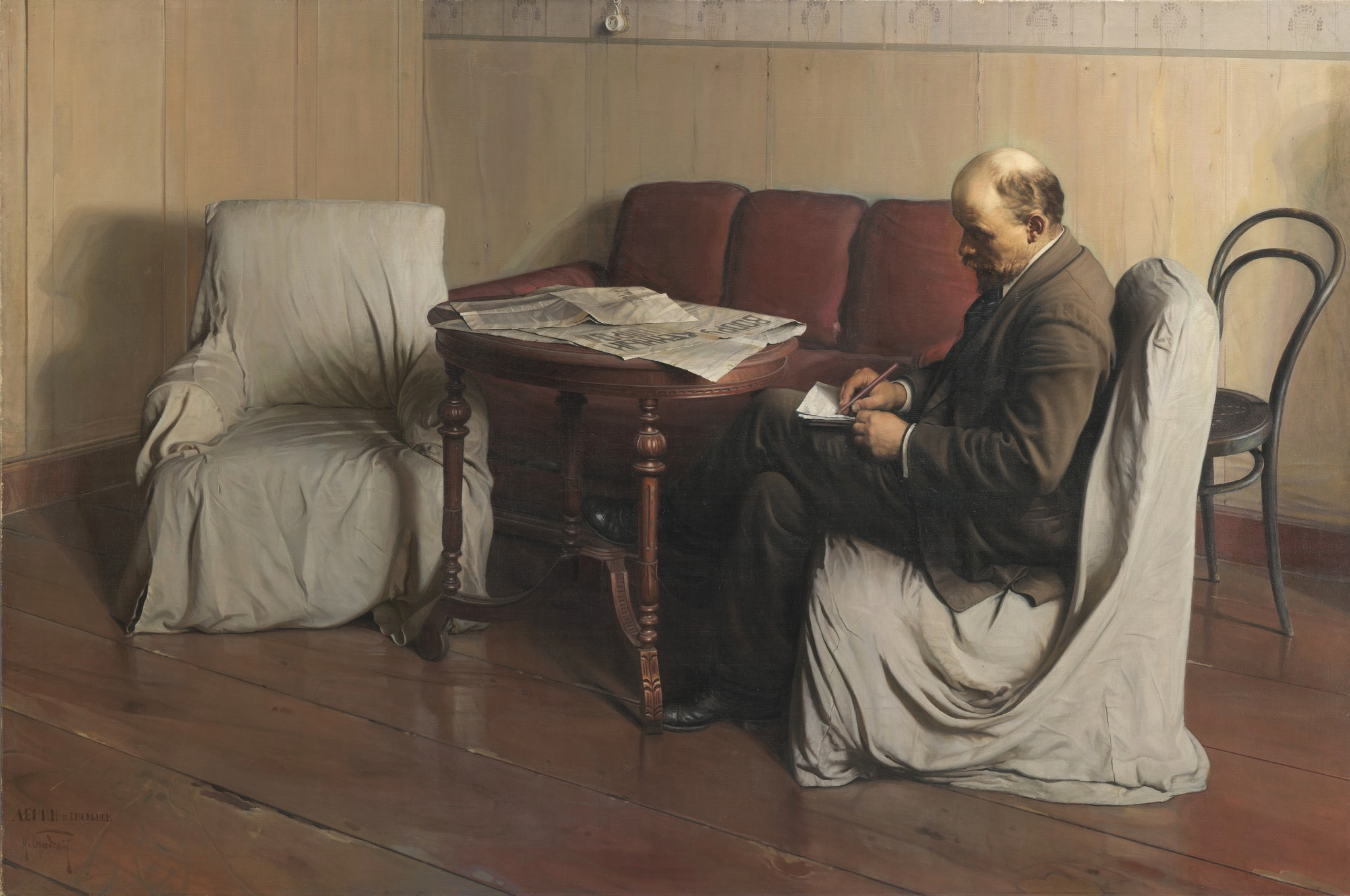
Lenin en Smolny (1930)